# 運動精子濃度
運動精子濃度は別名『MOT』（MOTはMotilityの略）とも呼ばれ、1ミリリットルの精液に含まれる運動精子の数を表すものである。精子のMOTが高いほど、妊娠率が高くなる。精子バンクなどで精子の値段を決めるときにつかわれたりもする。WHOの基準値は精子濃度1,500/mlである。